# Delias sawyeri
Delias sawyeri is een vlindersoort uit de familie van de Pieridae (witjes), onderfamilie Pierinae.
Delias sawyeri werd in 2000 beschreven door van Mastrigt.